# Selaginella thysanophylla
Selaginella thysanophylla là một loài dương xỉ trong họ Selaginellaceae. Loài này được A.R. Sm. mô tả khoa học đầu tiên năm 1990.